# 那木札勒珠爾默特策林
那木札勒珠爾默特策林（1827年—1850年），清代卫拉特蒙古土尔扈特贵族，第七任札萨克卓哩克图汗，渥巴锡玄孙，策登多爾濟子。
道光十一年（1809年）三月，策登多爾濟去世，那木札勒珠爾默特策林年幼，盟长职务由副盟长暂摄。道光十四年（1834年），因为汗王府阴湿，重建衙门，王府迁居到巴音布鲁克。道光二十五年（1845年），道光帝命那木札勒珠爾默特策林正式袭封盟长。他和林则徐和喀喇沙尔办事大臣全庆主持修渠，加固河堤。道光帝赏赐他三级花翎。道光二十九年（1849年）十二月，那木札勒珠爾默特策林病故。道光帝赏银五百两为他治丧，诏命族弟瑪哈巴咱爾袭封。